# Ото Франц Йозеф Австрийски
Ото Франц Йозеф Австрийски наричан „Красивия ерцхерцог“ (на немски: Otto Franz Josef Karl Ludwig Maria von Österreich, „der schöne Erzherzog“; * 21 април 1865, Грац; † 1 ноември 1906, Виена) е автрийски ерцхерцог, баща на австрийския император Карл I.

## Биография
Той е вторият син на ерцхерцог Карл Лудвиг (1833 – 1896), по-малък брат на австро-унгарския император Франц Йосиф, и втората му съпруга принцеса Мария-Анунциата от Двете Сицилии (1843 – 1871), дъщеря на краля на Двете Сицилии Фердинанд II Карл. По-големият му брат е австрийският престолонаследник Франц Фердинанд фон Австрия-Есте, който е убит през 1914 г. в Сараево.
Около 1900 г. Ото се разболява нелечимо от сифилис и прекарва последните месеци от живота си заедно с последната му любовница, младата оперетна певица Луиза Робинсон.

## Фамилия
Ото Франц Йозеф се жени на 2 октомври 1886 г. в Дрезден за принцеса Мария Йозефа Луиза (1867 – 1944), дъщеря на крал Георг I от Саксония и Мария Анна, дъщеря на португалския крал Фердинанд II и Мария II. Те имат две деца:
- Карл Франц Йозеф, 1916 г. Карл I Австрийски (1887 – 1922); 1914 г. престолонаследник и 1916 – 1918 г. последният император на Австрия, женен 1911 г. за принцеса Цита Бурбон-Пармска
- Максимилиан Евгений (1895 – 1952), женен 1917 г. за принцеса Франциска фон Хоенлое-Валденбург-Шилингсфюрст (1897 – 1989).

От връзката си с Мария Шлайнцер той има други две деца:
- Алфред Йозеф фон Хортенау (1892 – 1957)
- Хилдегард фон Хортенау (* 1894)

## Галерия
- Ото Австрийски, 1895
- Ото Австрийски, съпругата му и техните двама сина